# Archichlora compacta
Archichlora compacta là một loài bướm đêm trong họ Geometridae.